# Бренд-менеджер
Бренд-менеджер — менеджер, відповідальний за формування бренду чи портфеля брендів компанії.

### Загальний опис
Завдання бренд-менеджера — це просування бренду компанії всіма доступними засобами маркетингу. Отже, рівень знань такого фахівця визначається його розумінням інструментів продажів і просування, маркетингу зв'язків з громадськістю, організації масових заходів. У цьому й полягає відмінність бренд-менеджера від менеджера з продажу, — спілкуванням з потенційними клієнтами.[на чию думку?]
На відміну від «чистого» маркетолога бренд-менеджер повинен розбиратися в товарі не тільки на рівні економіста, а й на рівні виробника.[джерело?]
Фактично бренд-менеджер є найголовнішою людиною в рамках конкретного бренду або групи брендів. Він може нести відповідальність або перед генеральним директором підприємства, або перед його власником. Позиція передбачає функціональні обов'язки, схожі з обов'язками маркетинг-менеджера. Однак у цьому випадку співробітник займається питаннями одного або декількох ключових для компанії брендів.[джерело?]
Від цього фахівця вимагається й стратегічна діяльність, і організаційно-прикладна. Як правило, це фахівці, які розуміють особливості роботи найрізноманітніших комунікаційних каналів (реклама, BTL, PR тощо) та інструментів (наприклад, дослідницьких, бюджетування, планування та оцінки ефективності), а також поєднують в собі якості автора ідей, здатних послужити новаторському просуванню бренду і організатора процесів та людей для їх втілення.
13 вересня кожного року святкується день бренд — менеджера 

## Ринкове становище в Україні
У більшості оголошень про вакансії згадується участь бренд-менеджерів у плануванні розвитку бренду і складанні бюджету, пов'язаного з цим. На ці посади найчастіше запрошують досвідчених фахівців, які мають досвід роботи в цій же або схожих галузях. У близько 40 % вакансій значиться, що фахівець на позиції бренд-менеджера повинен володіти навичками не тільки стратегічного маркетингу, а й ціноутворення й економічного аналізу ринку. Найчастіше в бренд-менеджерах потребують компанії таких секторів: FMCG і ритейл.[неавторитетне джерело]

## Освіта
Великим попитом користуються бренд-менеджери з економічною та маркетинговою освітою. Багато роботодавців вимагають від претендентів на посаду бренд-менеджера досвіду роботи в їхньому секторі. Якщо бренд-менеджер працює із закордонним брендом, то йому потрібно знанням як мінімум англійської мови на базовому рівні.[на чию думку?]

## Функціональні обов'язки
Вони залежать від специфіки бізнесу, рівня просування бренду. Загальні вимоги такі:
- Аналіз ринку
- Розробка стратегії розвитку бренду
- Проведення акцій для клієнтів
- Проведених тренінгів для торгового персоналу
- Визначення потреб цільової аудиторії продукту
- Організація процесу виробництва рекламної продукції
- Ціноутворення
- Постановка плану продажів торговим відділом і постійний контроль його виконання
- Розробка стандартів представлення продукту і постійний контроль його виконання
- Розробка та реалізації механіки маркетингових заходів
- Комунікації з виробником
- Комунікації з відділами маркетингу, продакшена, зв'язків з громадськістю[джерело?]